# Apollosa
Apollosa est une commune italienne de la province de Bénévent, dans la région Campanie.

## Administration
| Période                                  | Période  | Identité              | Étiquette     | Qualité                        |
| ---------------------------------------- | -------- | --------------------- | ------------- | ------------------------------ |
| 1941                                     | 1944     | Pellegrino Varricchio |               |                                |
| 1944                                     | 1945     | Ruggiero Pisanelli    |               |                                |
| 1945                                     | 1946     | Osvaldo Romano        |               |                                |
| 1946                                     | 1947     | Rocco Cimmino         |               |                                |
| 1947                                     | 1950     | Marcello Guadagno     |               |                                |
| 1950                                     | 1952     | Amleto Riccio         |               | Commissaire extraordinaire     |
| 1952                                     | 1952     | Alfredo Iadarola      |               | Commissaire extraordinaire     |
| 1952                                     | 1956     | Tommaso Guadagno      |               |                                |
| 1956                                     | 1966     | Cesare Torre          |               |                                |
| 1966                                     | 1967     | Mario Gianni Bocchini |               | Commissaire extraordinaire     |
| 1967                                     | 1973     | Ennio Di Gruttola     |               |                                |
| 1973                                     | 1978     | Mario Calandro        |               |                                |
| 1978                                     | 1983     | Vincenzo Cerracchio   |               |                                |
| 1983                                     | 1997     | Rosalino Di Gruttola  |               |                                |
| 1997                                     | 2006     | Rita Angrisani        |               | Médecin                        |
| 2006                                     | 2007     | Federico Meoli        |               | Agent de la Garde des finances |
| 2007                                     | 2007     | Silvana D'Agostino    |               | Commissaire extraordinaire     |
| 2007                                     | 2012     | Federico Meoli        |               | Agent de la Garde des finances |
| 2012                                     | En cours | Marino Corda          | Liste civique | Géomètre-expert                |
| Les données manquantes sont à compléter. |          |                       |               |                                |

### Hameaux
San Giovanni

### Communes limitrophes
Bénévent, Campoli del Monte Taburno, Castelpoto, Ceppaloni, Montesarchio, San Leucio del Sannio